# Marian Grzegorzewski
Marian Grzegorzewski (1869-1941) – prawnik, działacz endecki, społecznik, działacz oświatowy.
W 1887 ukończył gimnazjum rządowe w Kielcach. Studia prawnicze odbywał w Warszawie. Był jednym z organizatorów manifestacji w stulecie (1891) uchwalenia Konstytucji 3 maja. Z tego powodu znalazł się w grupie 30 studentów relegowanych z uniwersytetu z wilczymi biletami. Po kilku latach ułaskawiony przez carskiego ministra oświaty, mógł ukończyć edukację poza Warszawą. Członek "Zet".
Po osiedleniu się w Kielcach w 1900 zorganizował tu Kasę Oszczędnościowo-Pożyczkową, zakładał kasy gminne po wsiach. Napisał książkę "Reforma kas gminnych pożyczkowo – oszczędnościowych w Królestwie Polskim" (1907).
Działacz Polskiej Macierzy Szkolnej. Był jednym z głównych inicjatorów założenia w Kielcach 5 lipca 1906 PMS i to w jego domu odbywały się poufne spotkania, po których część nauczycieli decydowała się wykładać po polsku w szkołach elementarnych.
Zorganizował spółkę, która 22 stycznia 1918 zakupiła od Katarzyny Gorbaczewiczowej podkielecki majątek ziemski Szydłówek i dokonała jego parcelacji. Najcenniejsza, miejska część gruntów została podzielona na działki budowlane, sprzedawane na dogodnych warunkach i na długoletnie raty. Jako zdeklarowany endek Grzegorzewski wpisywał do aktów notarialnych zastrzeżenia wzbraniające nabywcy dalszej odsprzedaży w niepolskie ręce. Postawiona na tych ziemiach figura zaopatrzona była napisem: Oby ziemia tutejsza nigdy nie trafiła w obce, niepolskie ręce.
Grzegorzewski znany był z patriotyzmu, o czym świadczy między innymi "sprawa Psiarni". Był to folwark o obszarze ok. 50 ha, ciągnący się od ul. Ogrodowej do cmentarza i Kadzielni. Został on po powstaniu styczniowym nadany przez cara księciu Szachowskiemu, między innymi za zasługi w tłumieniu powstania. Po rewolucji październikowej słuch po Szachowskim zaginął. Pieczę nad majątkiem objął adwokat Grzegorzewski. W połowie lat trzydziestych XX w. pretensje do spadku zgłosił mieszkający w Paryżu baron Keller. Reprezentował go kielecki adwokat Rogoyski. Sprawa była prosta. Niespodziewanie jednak zaprotestował Grzegorzewski. Administrowanie majątkiem nic mu nie przynosiło prócz kłopotów. W razie likwidacji miał nawet prawo spodziewać się większego wynagrodzenia od nabywcy spadku. Mimo to sprzeciwił się przekazaniu włości Kellerowi i zaczął zaciekle bronić praw skarbu państwa do tego majątku. Po latach wygrał. Sam nie odniósł żadnej korzyści, natomiast miasto wybudowało na obronionych ziemiach majątku, kosztem 9 milionów złotych, Dom Przysposobienia Wojskowego i Wychowania Fizycznego (obecnie Wojewódzki Dom Kultury).